# صبیاء
شهر صبیاء (به عربی: صبیاء) در استان جازان در کشور عربستان واقع شده‌است. جمعیت این شهر ۵۲٫۴۴۱ نفر است.